# Koń kiński

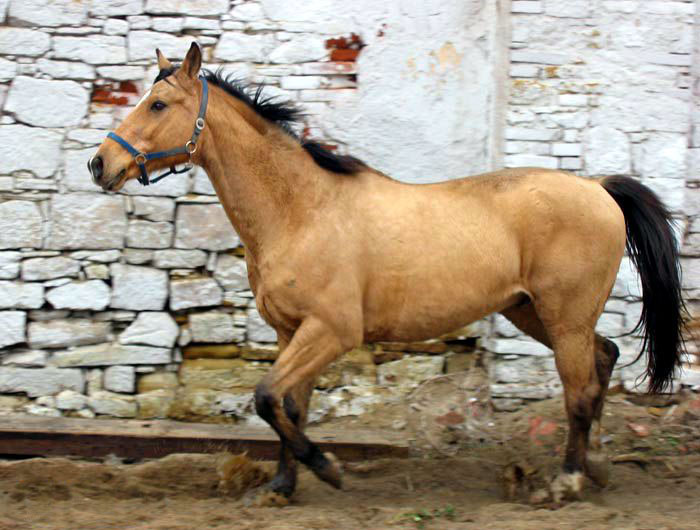
Bułany wałach w kłusie

Koń kiński, Kinský kůň – szlachetny koń półkrwi, z większym lub mniejszym udziałem pełnej krwi angielskiej w rodowodzie.

## Budowa, pokrój, eksterier
Sucha, szlachetna głowa o prostym profilu i przyjaznym wyrazie.
Szyja długa. Łopatki prawidłowe, kłąb wyraźnie zaznaczony. Klatka piersiowa wystarczająco głęboka i szeroka. Zwięzła kłoda, zad lekko ścięty, dobrze umięśniony. Solidne kończyny o suchych stawach, ciemno pigmentowym rogu kopytowym i dobrym kośćcu. Akcja kończyn płaska i wydajna, skoczność dobra.
Wysokość w kłębie: 160 - 165 cm. 
Umaszczenie wyłącznie bułane i izabelowate z złotym połyskiem sierści.
Rejon hodowli - stadnina Chlumec w Czechach.

## Historia, pochodzenie
W roku 1838 w stadninie Ostrov koło Chlumca klacz pełnej krwi Themby pokryta ogierem Whistler tej samej rasy urodziła izabelowatego źrebaka-klaczkę, której nadano imię Themby II. Ponieważ z racji umaszczenia nie wpisano jej do General Stud Book, jej właściciel, hrabia Kinsky, założył własną księgę.
Klacz ta, pokryta także folblutem, wydała izabelowatego ogiera Caesara, który stał się założycielem rasy. Hodowla, zarządzana przez różnych członków rodu Kinskych, kwitła, wydając wiele wspaniałych koni sportowych i wyścigowych. Po II wojnie światowej wystąpiła konieczność odnowienia hodowli. Uratowano jednak niewiele koni i rozpoczęto dalszą hodowlę w Tyn i Lipník. Ogiery Ceasar II, Husar i Cervanek stały się założycielami nowych linii hodowlanych.